# Esturgeon blanc
Acipenser transmontanus
Pour les articles homonymes, voir Esturgeon blanc (homonymie).
Espèce
Statut de conservation UICN

 LC  : Préoccupation mineure
Statut CITES
L'esturgeon blanc (Acipenser transmontanus) est une espèce d'esturgeons.

## Description de l'espèce

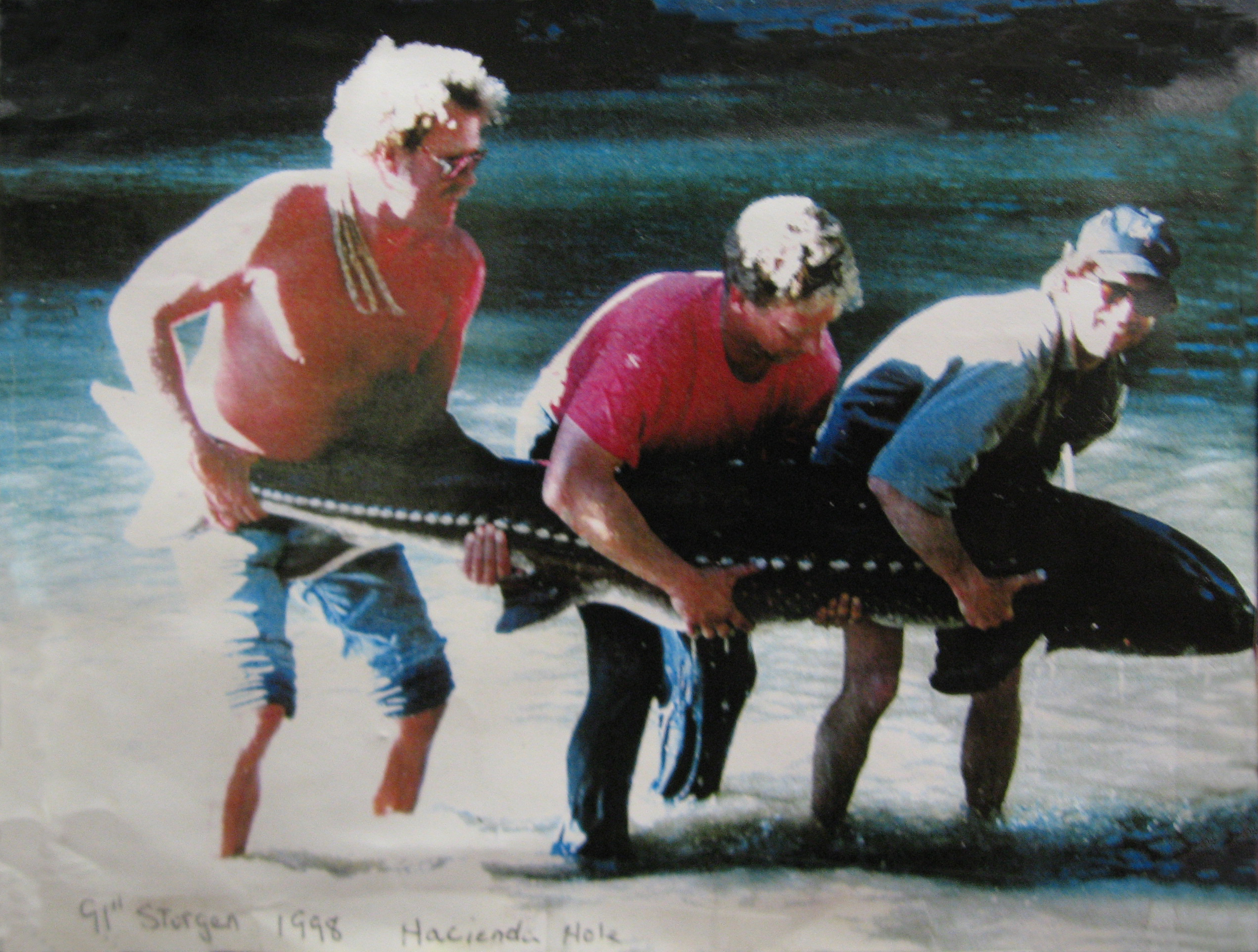
Esturgeon blanc capturé en Russie, 1998.

L'esturgeon blanc est un poisson dulçaquicole qui migre entre les grands fleuves de la côte Ouest américaine et l’océan Pacifique (baie de San Francisco ou de Vancouver).
Il pèse dans les 200 kg et ne dépasse qu’exceptionnellement les 500 kg et les 4 m de long (on estime que l'espèce peut atteindre les 6 m pour un poids de plus de 800 kg). En 1912, un spécimen de 580 kg faisant 3,80 m de long fut pêché dans le fleuve Columbia, à la limite du Canada et des États-Unis.
Cet esturgeon produit un caviar dont le goût est proche de l'osciètre. Depuis les mesures prises par le secrétariat de la Convention sur le commerce international des espèces de faune et de flore sauvages menacées d'extinction (Cites) on l'élève dans des fermes aquacoles en Californie.
L'esturgeon blanc est parfois aussi commercialisée comme poisson d'ornement pour les bassins.

## Pêche
L'esturgeon blanc est appréciée en pêche sportive. Il se pêche dans les rivières d'eau douce lors des migrations de l'espèce. Mais ayant failli disparaître au début du XXe siècle, sa pêche est très réglementée et coûteuse.